# آيدن هيفن
آيدن إدفورد هيفن (من مواليد 22 سبتمبر 2006) هو لاعب كرة قدم إنجليزي محترف يلعب في مركز قلب الدفاع مع نادي مانشستر يونايتد في الدوري الإنجليزي الممتاز.

## المسيرة الكروية

### أرسنال
انضم هيفن إلى أكاديمية وست هام يونايتد عندما كان في الثامنة من عمره، حيث بقي في الاكاديمية لمدة أربع سنوات. بعد فترة انضم إلى نظام الأكاديمية في أرسنال ، النادي الذي كان يشجعه منذ الطفولة. ووقع عقد منحة دراسية أرسنال في صيف عام 2023. تدرب مع الفريق الأول لنادي أرسنال خلال موسم 2023-24.
كان هيفن مشاركًا بشكل كبير في تدريبات الفريق الأول لأرسنال خلال فترة ما قبل الموسم الصيفي لعام 2024، وكان واحدًا من ثلاثة شباب، إلى جانب مايلز لويس سكلي وإيثان نوانيري، الذين أشاد بهم المدير ميكيل أرتيتا بشكل فردي في شهر أغسطس من عام 2024. وفي الشهر التالي تم ضمه إلى قائمة البدلاء في مباراة ديربي شمال لندن ضد توتنهام في الدوري الإنجليزي الممتاز . شارك لأول مرة مع أرسنال في 30 أكتوبر عام 2024، خارج أرضه أمام بريستون نورث إيند في كأس رابطة الأندية الإنجليزية المحترفة، وساعد أرسنال على الفوز بنتيجة 3-0.

### مانشستر يونايتد
في 1 فبراير 2025، انضم هيفن إلى مانشستر يونايتد مقابل رسوم تعويض غير معلنة، ووقع عقدًا لمدة أربع سنوات ونصف، مع خيار لمدة عام إضافي.

## المسيرة الدولية
في شهر مايو 2024، ظهر هيفن لأول مرة مع منتخب إنجلترا تحت 18 عامًا ضد أيرلندا الشمالية.